# Semn diacritic
Despre utilizarea diacriticelor la Wikipedia vezi Wikipedia:Diacritice.
Un semn diacritic este un semn grafic adăugat la o literă pentru a indica o diferență în pronunție sau pentru a deosebi sensurile a două cuvinte altfel scrise identic. Semnele diacritice se plasează de obicei deasupra sau dedesubtul unei litere, dar sunt posibile și alte poziții. Termenul derivă din limba greacă, unde διακριτικός (diakritikos) înseamnă „care distinge”.
Nu toate simbolurile care însoțesc literele sunt semne diacritice. De exemplu, în multe limbi, punctul din literele minuscule i și j face parte din corpul literei. Uneori un simbol atașat unei litere se poate considera semn diacritic într-o limbă și parte a literei în alta.

## În limba română
Limba română folosește cinci litere cu semne diacritice: ă, â, î, ș, ț. Aspectul și denumirea acestor semne sunt arătate în tabelul de mai jos.
| Ă ă     | căciulă (breve); când semnul este pus deasupra unei litere ce reprezintă o vocală pentru a indica o pronunție scurtă (de exemplu o semivocală) atunci se numește semnul scurt.                  |
| Â â Î î | circumflex; în alte limbi valoarea fonetică a acestui semn diacritic este diferită. |
| Ș ș Ț ț | virguliță sau virgulă, plasată sub literele corespunzătoare s, S, t, T. Variantele cu sedilă sunt foarte răspândite mai ales în redactarea computerizată, dar incorecte (vezi articolele Ș, Ț). |

## Exemple în alte limbi
Tabelul de mai jos dă o serie de exemple de semne diacritice folosite în alte limbi.
| Ç ç Ş ş     | sedilă; folosită de exemplu în limbile franceză, albaneză, portugheză și turcă. Aspectul ei este diferit de cel al virguliței folosite în literele românești Ș și Ț.                                                                                                |
| Ñ ñ Ã ã     | tildă; folosită de exemplu în limbile spaniolă și portugheză sau în Alfabetul Fonetic Internațional. |
| Č č Š š     | háček; folosit de exemplu în limbile cehă, slovacă, sârbă, croată etc. |
| Ä ä Ö ö Ü ü | tremă sau umlaut; se folosește de exemplu în limbile finlandeză, suedeză, germană, franceză și turcă. |
| È è Ò ò     | accent grav; folosit de exemplu în limbile franceză și italiană. |
| É é Á á     | accent ascuțit; folosit de exemplu în limbile franceză și maghiară. În limba română se folosește uneori la cuvintele-titlu din dicționare sau pentru a marca accentul în cuvintele care altfel s-ar confunda, de exemplu: (doi) copíi este diferit de (două) cópii. |